# Tom Savage
Thomas Benjamin Savage (Springfield, 26 de abril de 1990) é um jogador de futebol americano aposentado que atuava como quarterback na National Football League (NFL). Savage foi selecionado pelo Houston Texans na quarta rodada (135º escolha geral) do Draft de 2014. Em sua carreira constam jogos de futebol americano universitário por Rutgers, Arizona e Pittsburgh.

## Primeiros anos
Savage nasceu em Springfield, Pensilvânia, em 26 de abril de 1990, filho de Linda e Tom Savage. Ele tem um irmão mais velho chamado Bryan que jogou como quarterback em Universidade de Wisconsin-Madison e Hofstra University.
No Cardinal O'Hara High School, Savage foi um membro do time de futebol americano por quatro anos, sendo titular como quarterback em três anos. Ele jogou por 1.355 jardas e 10 touchdowns em seu último ano.

## Carreira universitária
Savage se matriculou na Universidade Rutgers em 2009, sob o comando do treinador Greg Schiano. Depois que Rutgers abriu a temporada com uma derrota por 45-17 para Cincinnati, ele foi nomeado o quarterback titular. Ele levou a equipe a um recorde de 9-4. Durante seu primeiro ano em Rutgers, Savage passou por 2.211 jardas e 14 touchdowns, enquanto teve apenas sete interceptações. Em seu melhor jogo do ano, ele completou 14 de 27 passes para 294 jardas e dois touchdowns contra a Universidade da Flórida Central em uma vitória por 45-24 no St. Petersburg Bowl de 2009. Ele foi nomeado na All-American Freshman Team pela Football Writers Association of America.
Na temporada de 2010, Savage teve 521 jardas, dois touchdowns e três interceptações. No início da temporada, ele foi afastado por uma lesão na mão e substituído pelo quarterback Chas Dodd. Dodd continuou sendo o quarterback titular com base em sua performance contra Connecticut em sua primeira partida.
Em fevereiro de 2011, ele anunciou que estava transferindo para a Universidade do Arizona. Ele teria que ficar de fora da temporada de 2011 devido às regras de transferência da NCAA, mas seria elegível para jogar em 2012.
No final de 2011, Savage anunciou que deixaria Arizona, um movimento que seguiu o anúncio de que Arizona havia contratado Rich Rodriguez como treinador principal. Em junho, Savage anunciou, por meio de sua página no Twitter, que iria se transferir para Universidade de Pittsburgh. Savage inicialmente queria jogar novamente na Rutgers; no entanto, isso foi negado pela NCAA.
Em 14 de agosto de 2013, Paul Chryst, treinador do Pitt, nomeou oficialmente Savage como o quarterback titular da abertura da temporada de 2013 contra Florida State. Em 21 de setembro, contra Duke, ele jogou 424 jardas e seis touchdowns na vitória por 58-55. Na temporada, ele teve 2.958 jardas, 21 touchdowns e nove interceptações.
Savage se formou em comunicação.

### Estatísticas
| Ano      | Time       | Passando | Passando | Passando | Passando | Passando | Passando | Passando | Passando | Correndo | Correndo | Correndo | Correndo |
| Ano      | Time       | Cmp      | Ten      | %        | Jardas   | J/T      | TD       | Int      | Rtg      | Ten      | Jardas   | Avg      | TD       |
| -------- | ---------- | -------- | -------- | -------- | -------- | -------- | -------- | -------- | -------- | -------- | -------- | -------- | -------- |
| 2009     | Rutgers    | 149      | 285      | 52.3     | 2,211    | 7.8      | 14       | 7        | 128.7    | 59       | –105     | –1.8     | 1        |
| 2010     | Rutgers    | 43       | 83       | 51.8     | 521      | 6.3      | 2        | 3        | 105.3    | 32       | –6       | –0.2     | 0        |
| 2013     | Pittsburgh | 238      | 389      | 61.2     | 2,958    | 7.6      | 21       | 9        | 138.2    | 76       | –208     | –2.7     | 3        |
| Carreira | Carreira   | 430      | 757      | 56.8     | 5,690    | 7.5      | 37       | 19       | 131.1    | 167      | –319     | –1.9     | 4        |

## Carreira profissional
| 1.93 m                          | 103 kg | 4.97 s | 1.77 s | 2.92 s | 4.36 s | 7.33 s | 0.69 m | 2.67 m | 29 |
| Todos os valores da NFL Combine |        |        |        |        |        |        |        |        |    |

### Houston Texans

#### Temporada 2014: ano de estreia
Na quarta rodada do draft da NFL de 2014, Savage foi selecionado em 135º lugar pelo Houston Texans. Ele foi o sétimo quarterback a ser selecionado naquele ano. Em 15 de maio de 2014, ele assinou um contrato de quatro anos com a equipe. 
Em 30 de novembro, contra o Tennessee Titans, ele apareceu em um jogo pela primeira vez e teve duas jogadas. Em 14 de dezembro, ele teve seu primeiro tempo significativo depois que Ryan Fitzpatrick quebrou a perna contra o Indianapolis Colts. Ele terminou a derrota de 17-10 com 127 jardas e uma interceptação.

#### Temporada de 2015
Em 5 de setembro de 2015, Savage foi colocado na lista de reserva com uma lesão no ombro. Devido a sua lesão, Savage não jogou em 2015.

#### Temporada de 2016
Em 18 de dezembro de 2016, Savage entrou no no segundo quarto contra o Jacksonville Jaguars, no lugar de Brock Osweiler, que foi pro banco após ter 48 jardas e 2 interceptações seguidas no primeiro quarto. Savage trouxe os Texans de volta de um déficit de 13 pontos e completou 23 passes para 260 jardas, ao levar os Texans a uma vitória de 21-20.
Savage foi nomeado o quarterback titular do jogo da semana 16 contra o Cincinnati Bengals. Ele completou 18 passes para 176 jardas na vitória por 12-10 contra os Bengals, conquistando o título da AFC South. Durante uma semana 17, em uma derrota por 24-17 contra o Tennessee Titans, Savage deixou o jogo no segundo quarto com uma aparente concussão, mas depois retornou ao jogo no final do segundo quarto. Durante o intervalo, ele foi reavaliado e descartado pelo resto do jogo.
Devido à lesão de Savage, Osweiler foi titular na vitória do time no Wild Card contra o Oakland Raiders. Logo após o jogo, o técnico Bill O'Brien anunciou que Osweiler continuaria sendo o titular da equipe no Divisional Round. Savage foi reserva na derrota por 33-16.

#### Temporada de 2017
Em 2017, Savage estava competindo pelo posto de titular dos Texans depois que a equipe selecionou Deshaun Watson no primeiro round do Draft. Depois de uma forte pré-temporada, Savage foi nomeado titular no inicio da temporada de 2017.
Ele foi titular na semana 1 contra o Jacksonville Jaguars, mas foi pro banco no intervalo em favor de Watson. Savage completou 7 passes para 62 jardas, foi sacado seis vezes e sofreu 2 fumbles, incluindo um que foi devolvido para um touchdown. Os Texans perderam por 29-7.
Watson então foi titular nos próximos seis jogos. Em 2 de novembro, Watson rasgou seu Ligamento cruzado anterior durante os treinos, encerrando sua temporada. Isso colocou Savage na linha para ser o titular. Savage então foi titular na semana 9 contra o Indianapolis Colts, completando 19 passes para 219 jardas e seu primeiro touchdown da NFL, um passe de 34 jardas para o wide receiver DeAndre Hopkins, na derrota por 20-14. Na semana 11, Savage teve seu primeiro jogo de 2 touchdowns em uma vitória por 31-21 sobre o Arizona Cardinals. Ele terminou o jogo com 230 jardas corridas. Durante a semana 13 contra o Tennessee Titans, Savage terminou com 365 jardas, um touchdown e uma interceptação quando os Texans perderam por 13-24. 
Durante a semana 14 contra o San Francisco 49ers, Savage deixou o jogo no final do segundo quarto depois de sofrer uma concussão. Ele foi colocado na lista de machucados em 23 de dezembro de 2017. Durante o processo, os Texans eram suspeitos de ter violado a política de protocolo de concussão, mas não foram punidos.
No geral, ele terminou a temporada de 2017 com 1.412 jardas, cinco touchdowns e seis interceptações em oito jogos.

### New Orleans Saints
Em 16 de março de 2018, Savage assinou um contrato de US $ 1,5 milhão por um ano com o New Orleans Saints. Em 1° de setembro de 2018, Savage foi dispensado depois que Teddy Bridgewater ter sido nomeado quarterback reserva.

### San Francisco 49ers
Em 16 de outubro de 2018, Savage assinou com o San Francisco 49ers. Ele foi dispensado pela equipe em 1 de novembro de 2018, mas foi novamente contratado no dia seguinte. Ele foi dispensado novamente em 24 de novembro de 2018.

### Cincinnati Bengals
Em 26 de novembro de 2018, Savage assinou com o Cincinnati Bengals.

### Detroit Lions
Em 9 de abril de 2019, Savage assinou um contrato com o Detroit Lions. Ele foi dispensado em 31 de agosto, antes da temporada de 2019 começar.

### Estatísticas
| Ano      | Equipa   | JD | JT | Passando                 | Passando                 | Passando                 | Passando                 | Passando                 | Passando                 | Passando                 | Passando                 | Correndo                 | Correndo                 | Correndo                 | Correndo                 |
| Ano      | Equipa   | JD | JT | Cmp                      | Ten                      | Pct                      | Jardas                   | J/T                      | TD                       | Int                      | Rtg                      | Ten                      | Jardas                   | Média                    | TD                       |
| -------- | -------- | -- | -- | ------------------------ | ------------------------ | ------------------------ | ------------------------ | ------------------------ | ------------------------ | ------------------------ | ------------------------ | ------------------------ | ------------------------ | ------------------------ | ------------------------ |
| 2014     | HOU      | 2  | 0  | 10                       | 19                       | 52,6%                    | 127                      | 6,7                      | 0                        | 1                        | 51,9                     | 6                        | -6                       | -1,0                     | 0                        |
| 2015     | HOU      | 0  | 0  | Não jogou devido a lesão | Não jogou devido a lesão | Não jogou devido a lesão | Não jogou devido a lesão | Não jogou devido a lesão | Não jogou devido a lesão | Não jogou devido a lesão | Não jogou devido a lesão | Não jogou devido a lesão | Não jogou devido a lesão | Não jogou devido a lesão | Não jogou devido a lesão |
| 2016     | HOU      | 3  | 2  | 46                       | 73                       | 63%                      | 461                      | 6.3                      | 0                        | 0                        | 80,9                     | 6                        | 12                       | 2,0                      | 0                        |
| 2016     | HOU      | 3  | 2  | 46                       | 73                       | 63%                      | 461                      | 6,3                      | 0                        | 0                        | 80,9                     | 6                        | 12                       | 2,0                      | 0                        |
| 2017     | HOU      | 8  | 7  | 125                      | 223                      | 56,1%                    | 1 412                    | 6,3                      | 5                        | 6                        | 71,4                     | 4                        | 2                        | 0,5                      | 0                        |
| Carreira | Carreira | 13 | 9  | 181                      | 315                      | 57,5%                    | 2 000                    | 6,3                      | 5                        | 7                        | 72,5                     | 16                       | 8                        | 0.5                      | 0                        |

## Vida pessoal
Savage se casou com Caite Varley em 2015. Eles tiveram seu primeiro filho, uma filha, Summer Rose, em 2017.